# Associazione Calcio Parabiago 1951-1952
Questa voce raccoglie le informazioni riguardanti l'Associazione Calcio Parabiago nelle competizioni ufficiali della stagione 1951-1952.

## Rosa
| N. |                   | Ruolo | Calciatore  |
| -- | ----------------- | ----- | ----------- |
|    | Italia (bandiera) | C     | L. Bongini  |
|    | Italia (bandiera) | C     | R. Borghi   |
|    | Italia (bandiera) | A     | F. Castelli |
|    | Italia (bandiera) | C     | V. Chiari   |
|    | Italia (bandiera) | A     | A. Colmena  |
|    | Italia (bandiera) | P     | M. Cordone  |
|    | Italia (bandiera) | A     | A. Favini   |
|    | Italia (bandiera) | D     | M. Ferrario |

| N. |                   | Ruolo | Calciatore    |
| -- | ----------------- | ----- | ------------- |
|    | Italia (bandiera) | C     | G. Gardini    |
|    | Italia (bandiera) | D     | G.L. Giuliani |
|    | Italia (bandiera) | A     | M. Musso      |
|    | Italia (bandiera) | A     | S. Papini     |
|    | Italia (bandiera) | P     | F. Pessina    |
|    | Italia (bandiera) | D     | F. Raimondi   |
|    | Italia (bandiera) | P     | R. Villa      |